# Arrondissement de Kanavino
L'arrondissement de Kananivo (russe : Кана́винский райо́н, kanavinski raïon) est l'un des huit arrondissements de la ville de Nijni Novgorod en Russie. Il se trouve dans la partie dite Zaretchié (de la rivière), où il y avait autrefois la grande foire de la Saint-Macaire.

## Situation
L'arrondissement de Kanavino se trouve dans la partie dite Zaretchié sur la rive gauche de l'Oka et la rive droite de la Volga. Il confine avec l'arrondissement de l'Usine automobile, avec l'arrondissement de Lénine et celui de Moscou.

## Quartiers et anciens villages
- Territoire historique du Vieux Kanavino, quartier du centre de Kanavino (6 300 habitants en 2016[1]);
- Les 15 Quartiers (15 квартал, 11 100 habitants en 2016[1]);
- Quartier (microraïon) de Gorki (3 400 habitants en 2016[1]) ou quartier Agrokombinat;
  - Village de Tioplitchni;
- Quartier de Gordeïevka (22 100 habitants en 2016[1]);
- Quartier de Lengorodok (8 100 habitants 2016[1]);
- Quartier de Lesnoï gorodok (11 600 habitants en 2016[1]);
- Quartiers du lac Mechtcherskoïe (19 600 habitants en 2016[1]);
  - Quartiers I, II, III, IV, V, VI
- Quartier EJK (ЭЖК)[2] du lac Mechtcherskoïe (15 200 habitants en 2016[1]);
- Quartier Sortirovotchni 19 200 habitants en 2016[1]);
- Quartier de la Foire (микрорайон Ярмарка) (11 900 habitants en 2016[1]);
- Quartier Beriozovski (des Bouleaux) (3 300 habitants en 2016[1]);
- Quartier de Volodarsk (7 400 habitants en 2016[1]);
- Quartier Chpalni (7 400 habitants en 2016[1]);
- Village de Ioudintseva.

## Histoire

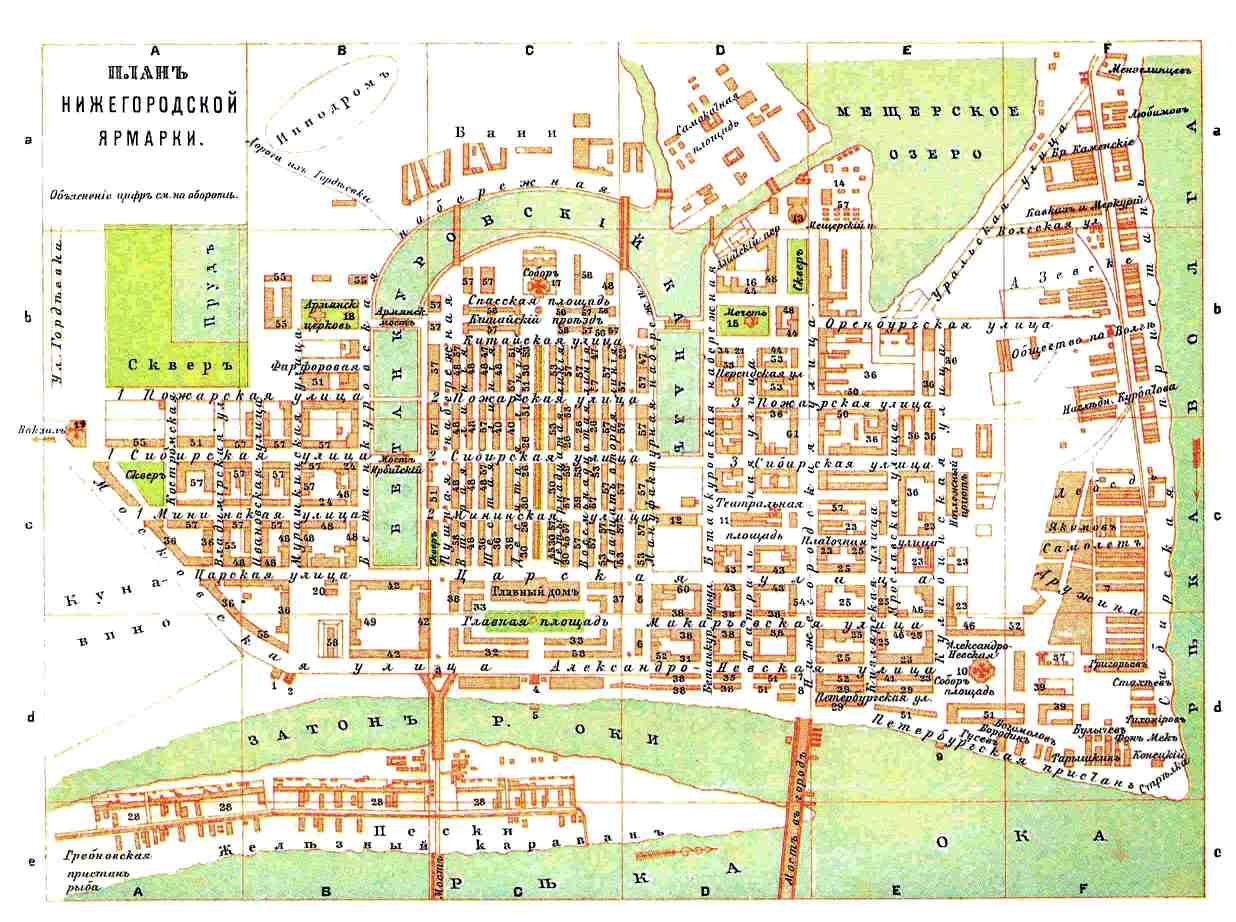
Plan du marché de Nijni Novgorod à Kanavino à la fin du XIXe siècle.

L'arrondissement de Kanavino est l'un des plus anciens de Nijni Novgorod. La première mention sous le nom de sloboda de Kounavino date de 1599. Son étymologie est inconnue, mais quelques philologues sont d'avis qu'elle vient de la pièce de monnais kouna, d'autres qu'elle vient d'un nom féminin païen de la langue Kounava, femme d'un chef de tribu sur ces terres. L'endroit devient Kanavino au début du XXe siècle. La légende selon laquelle son nom proviendrait de l'existence ici d'une buvette, d'où l'apostrophe « Kouma, vina ! » (Marraine, apporte du vin !) vient de l'opéra de Tchaïkovski, L'Enchanteresse.
Kanavino (ville en 1919) devient une partie de la municipalité de Nijni Novgorod en 1928
.
Une usine Ford (la première en Russie) s'y installe en 1929 (usine Popov n° 1), et les premiers camions soviétiques Ford y sont produits, ce qui sera la base de l'usine GAZ, dès le 1er février 1930.

## Démographie
Recensements (*) et estimations de la population,,:
| 1959*   | 1970*   | 1979*   | 1989*   | 2002*   |
| ------- | ------- | ------- | ------- | ------- |
| 127 865 | 133 430 | 145 459 | 166 739 | 160 894 |

| 2010*   | 2012    | 2013    | 2014    | 2015    |
| ------- | ------- | ------- | ------- | ------- |
| 155 113 | 155 290 | 156 333 | 156 991 | 157 323 |

| 2016    | 2017    | 2018    | 2019    | 2020    |
| ------- | ------- | ------- | ------- | ------- |
| 157 518 | 157 017 | 156 962 | 156 139 | 155 247 |

| 2021*   | 2022    | 2023    | - | - |
| ------- | ------- | ------- | - | - |
| 147 717 | 152 271 | 145 844 | - | - |

## Économie

### Industrie
Il y a 31 entreprises industrielles d'importance.
- ОАО «Красный Якорь» (Krasny Yakor, Ancre rouge), machines industrielles;
- ОАО «Нижегородский мукомольный завод» (Nijegorodsky moukomolny zavod;
- ОАО «Мельинвест» (Melinvest);
- ПАО «Нормаль» (Normal);
- ОАО «Волговятсквторцветмет» (Volgoviatskvtortsvetmet);
- ОАО «Нижегородский масло-жировой комбинат» (Nijegorodsky maslo-jirovoï kombinat, huile industrielle);
- ООО «Нижегородское УПП ВОС» (Nijegorodskoïe OuPP Vos);
- ОАО «Лакокраска» (Lakokraska, laques, oxyde de zinc);
- ОАО «Горьковский металлургический завод» (Gorkovsky metallourguitchesky zabod, métallurgie);
- ОАО «Втормет» (Vtormet);
- ОАО «Нижегородский печатник» (Nijegorodsky petchatnik);
- ООО «Кондитерская Фабрика „1 мая“» (Konditerskaïa fabrika 1 maya, confiserie);
- ОАО «Нижегородский картонно-рубероидный завод» (Nijegorodsky kartonno-rouberoïdny zavod, carton);
- ЗАО «Инструмент» (instroument);
- ОАО «Нижегородский завод аппаратуры связи им. А. С. Попова» (Usine Popov, radio).

### Commerce
Plusieurs grands centres commerciaux s'y trouvent, comme le centre « Septième ciel » («Седьмое небо») et « Rio », « République » («Республика»), « Aurore » («Аврора»), ou l'univermag central (Центральный универмаг), l'univermag de Gordeïevka (Гордеевский универмаг), « Tchkalov » («Чкалов»), « City » («Сити»), « Maison du Commerce » («Дом торговли»), « Chaïba » («Шайба», le marché central, le « Metro Cash and Carry », « Castorama », le marché automobile « Moskovski », etc.

### Transport

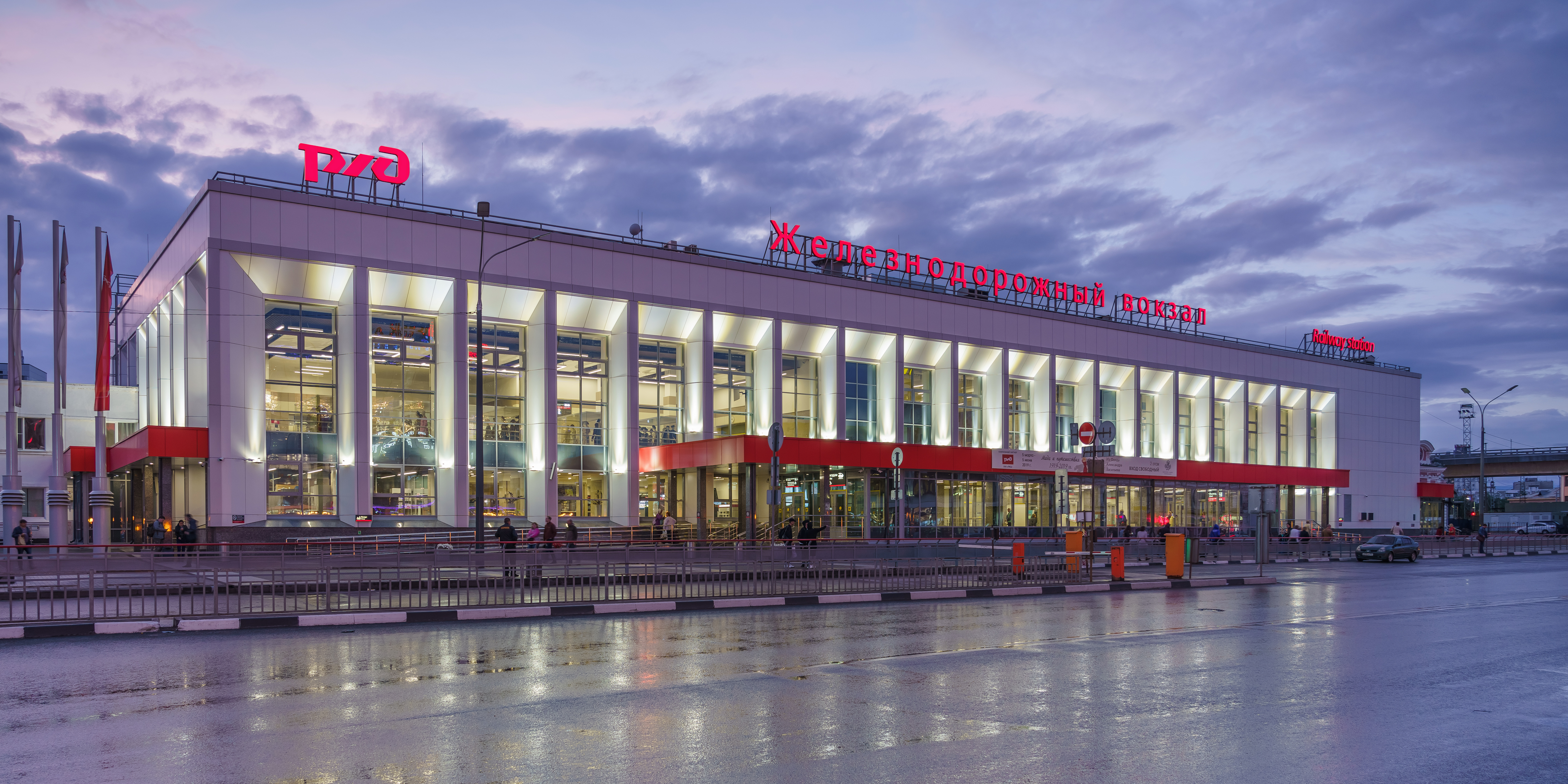
Gare de Moscou.

L'arrondissement est un carrefour de Nijni Novgorod grâce à la gare ferroviaire de Moscou (avec la station de métro Moskovskaïa où deux lignes de métro desservent la ville). Le pont de Kanavino relie l'arrondissement au centre historique de l'autre côté de l'Oka; le pont de Bor relie Kanavino au nord, vers Balakhna, Gorodiets, Sokolskoïe, Ivanovo, Kostroma, etc.

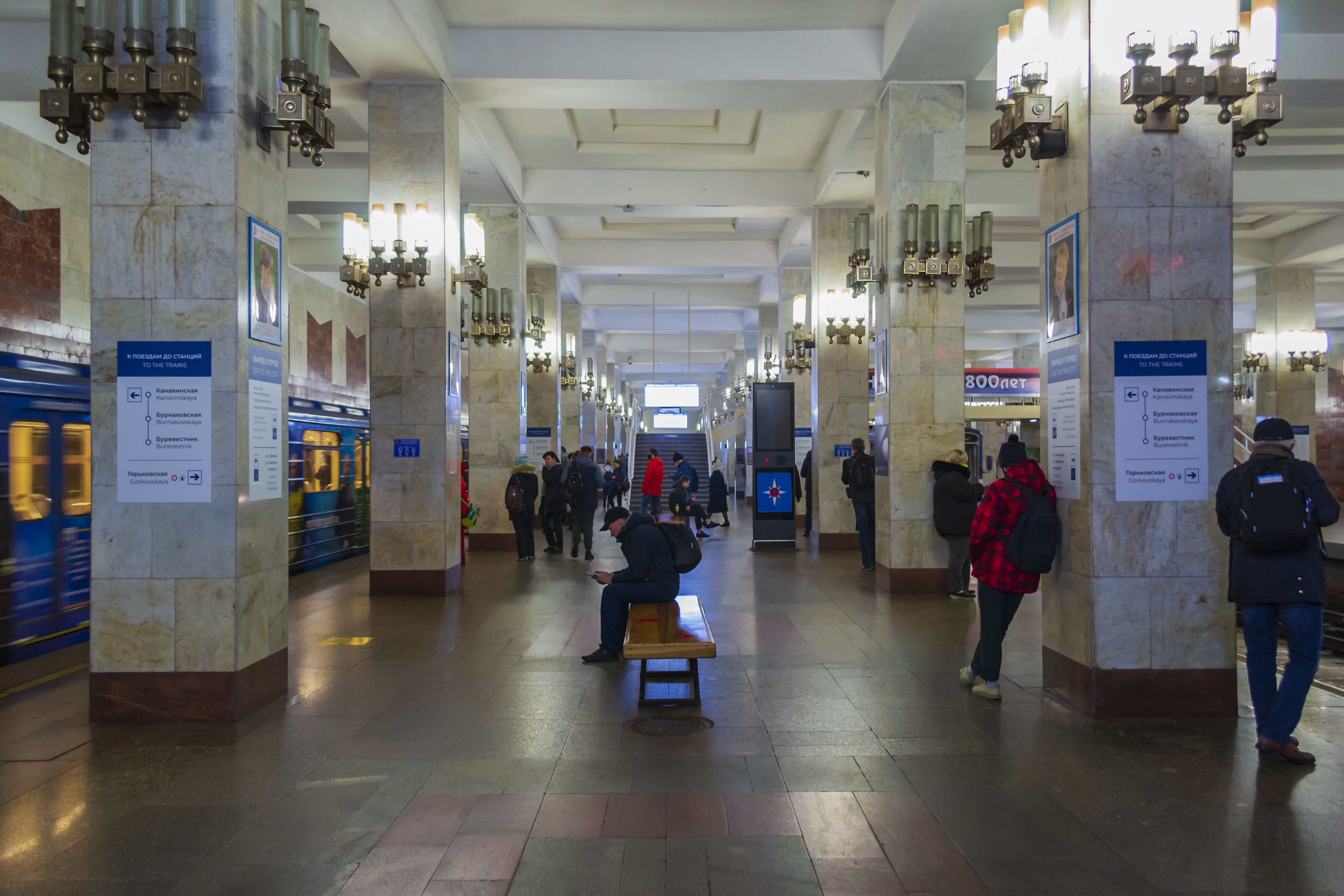
Station Moskovskaïa du métro de Nijni Novgorod.

Le métropolitain de Nijni Novgorod dessert l'arrondissement. La place de la Révolution est desservie par la station Moskovskaïa (de Moscou) du métro avec correspondance sur la ligne Avtozavodskaïa-Gorkovskaïa. C'est la plus grande de Nijni Novgorod. La station Tchkalovskaïa et la station Leninskaïa se trouvent aussi dans l'arrondissement. La dernière station à ouvrir (en 2018) est la station Strelka sur la ligne Sormovsko-Mechtcherskaïa.

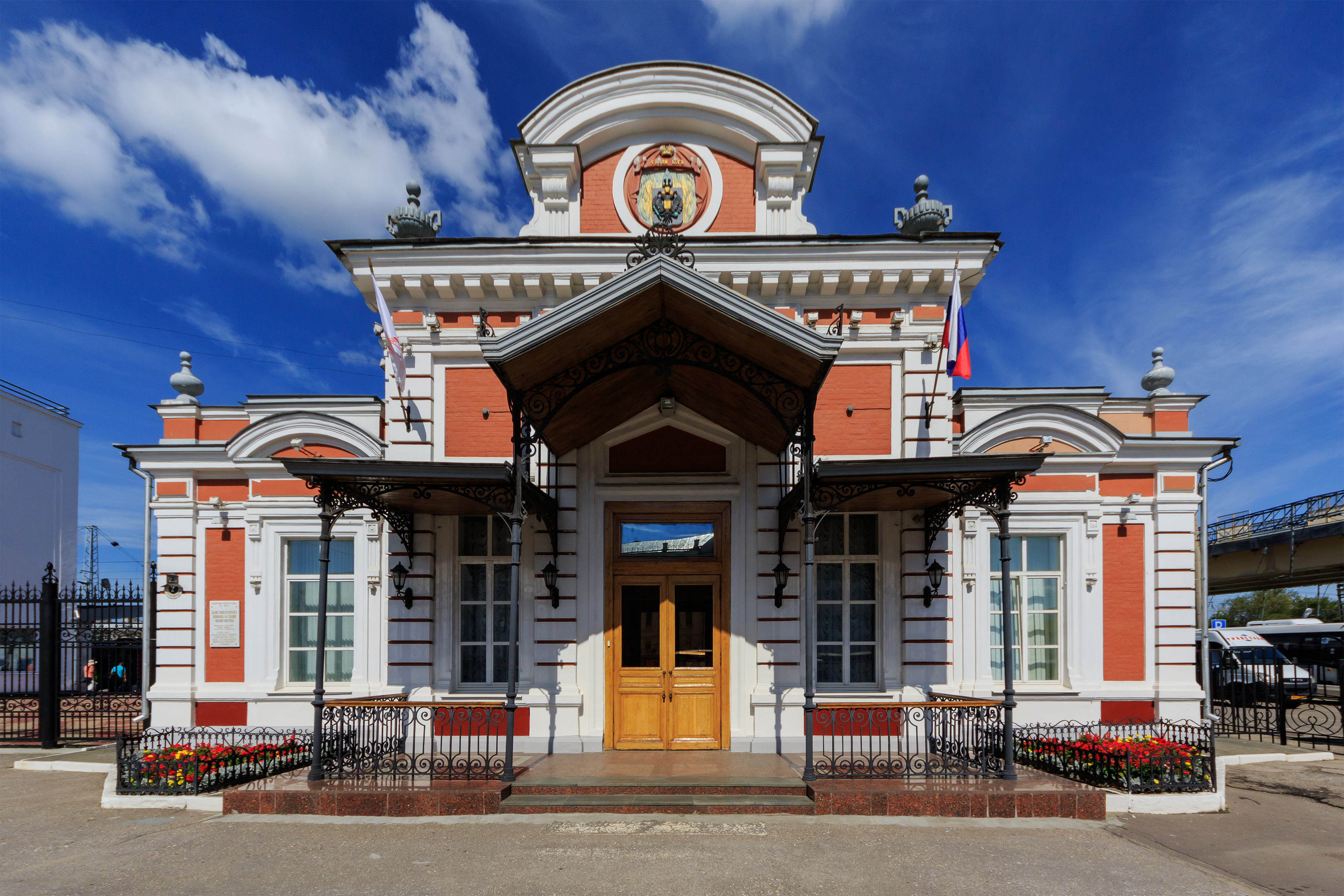
Salle impériale de la gare de Moscou

Lignes de trains de banlieue électriques. Il y a deux lignes (Sormovskaïa n° 1 et Priokskaïa n° 2). La première va de la gare de Moscou jusqu'à la station de Potchinki toutes les 20-30 minutes. La ligne n° 2 ne fonctionne que du milieu du printemps au milieu de l'automne et relie Kanavino à l'arrondissement de Lénine, à l'arrondissement de l'Usine automobile et celui de l'Oka, jusqu'à la station Prospekt Gagarina (perspective Gagarine) en banlieue.
Les autobus de Nijni Novgorod sont ou bien municipaux ou sous forme de minibus collectifs privés. ils relient tous les arrondissements de la ville. La grande gare autoroutière se trouve en face de la sortie de la station de métro Kanavinskaïa. Il y a des lignes d'autocars qui vont jusqu'à Ivanovo, Kostroma, Iourievets, Palekh et dans les petites villes alentour.
Le trolleybus va jusqu'au lac Mechtcherskoïe et dans les autres arrondissements par cinq lignes (3, 8, 10, 15, 25).
Le tramway relie l'arrondissement avec les autres par cinq lignes (1, 3, 6, 7, 27, 417). la station la plus importante est Moskovskaïa.
Nijni Novgorod est reliée par des trains directs vers Moscou, Saint-Pétersbourg, Adler, Anapa, Novorossiïsk, Kazan, Kirov et elle est reliée à toutes les grandes villes de Russie par son arrêt sur la ligne de Moscou. Il y a aussi des trains internationaux qui vont jusqu'à Pékin, Oulan-Bator, Minsk, Brest-Litovsk.
Le transport fluvial est aussi représenté dans l'arrondissement avec son débarcadère principal et d'autres secondaires pour des bateaux de croisière.

## Enseignement
L'arrondissement possède 18 établissements d'enseignement dont deux lycées (gymnasium), une école du soir, deux internats spéciaux, un centre éducatif, un orphelinat, une école technique du transport ferroviaire, un collège supérieur pédagogique, le collège supérieur des affaires de Nijni Novgorod, une filiale de l'université d'État des humanités de Moscou, etc.

## Culture et loisir

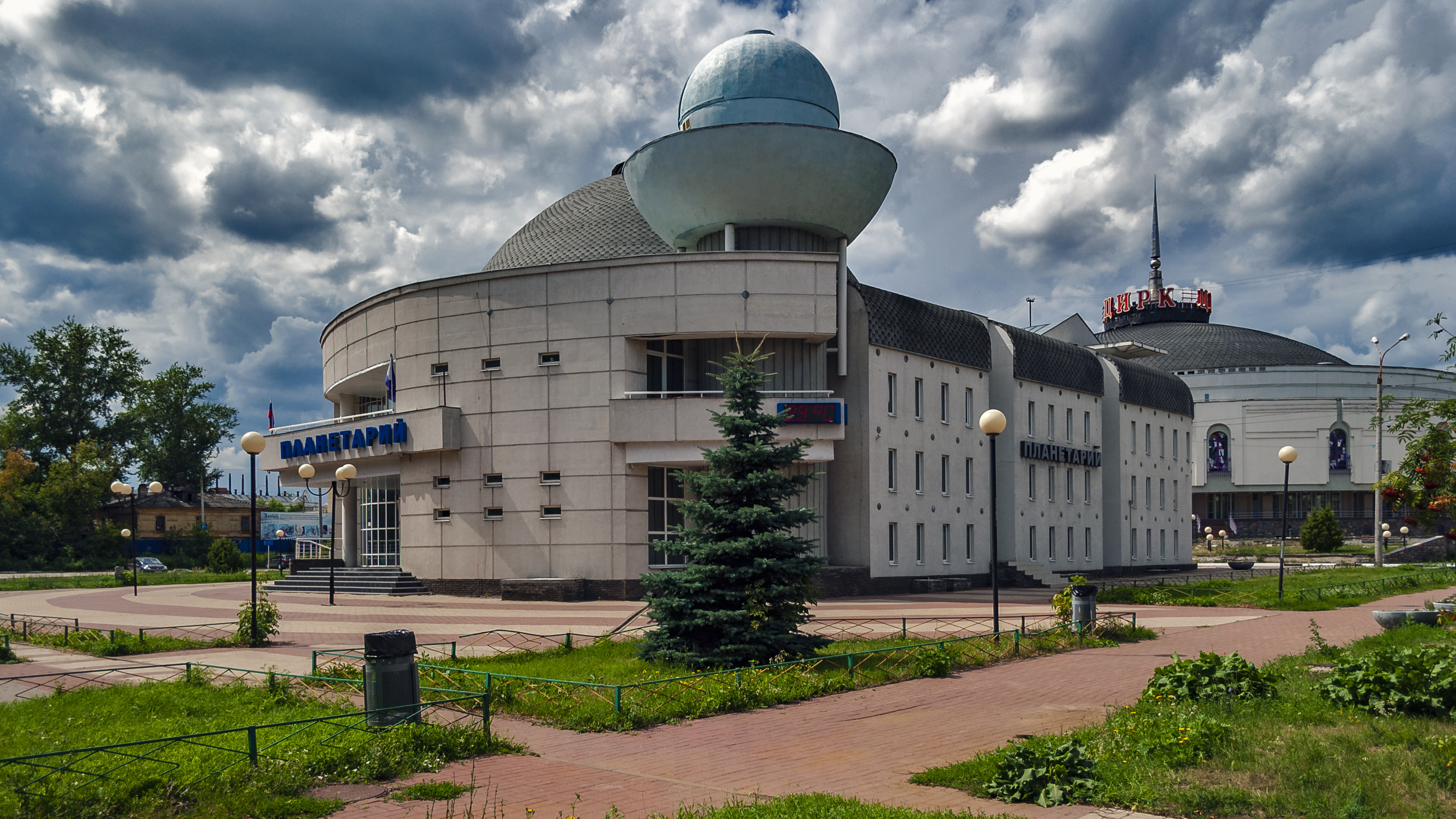
Le planétarium et le cirque.

- Théâtre Véra («Вера»), boulevard Mechtcherski, 10.
- Salle Gerbov, rue Sovnarkomovskaïa, 13 (place Lénine).
- Cirque de Nijni Novgorod, rue Communiste, 38.
- Planétarium de Nijni Novgorod, rue Révolutionnaire, 20.
- Complexe de cinéma (dix salles) Cinéma-Park, rue Bétancourt, 1, dans le centre commercial Septième ciel.
- Cinéma Star, chaussée de Moscou, 12, dans le centre commercial Rio.
- Palais de la Culture Lénine, rue de la Révolution d'Octobre, 33.
- Palais de la Culture des cheminots, rue des Jours de Juillet, 1а.
- Maison de la Culture, rue d'Ukraine, 86.
- Musée des locomotives, rue Gorokhovetskaïa.
- Musée de l'histoire du chemin de fer, rue Kloubnaïa, 5.
- Musée de l'histoire et du développement du chemin de fer de Gorki (Nijni Novgorod).
- Musée de l'histoire de Kanavino et bibliothèque, rue de la Manufacture, 9.

### Parcs, espaces verts

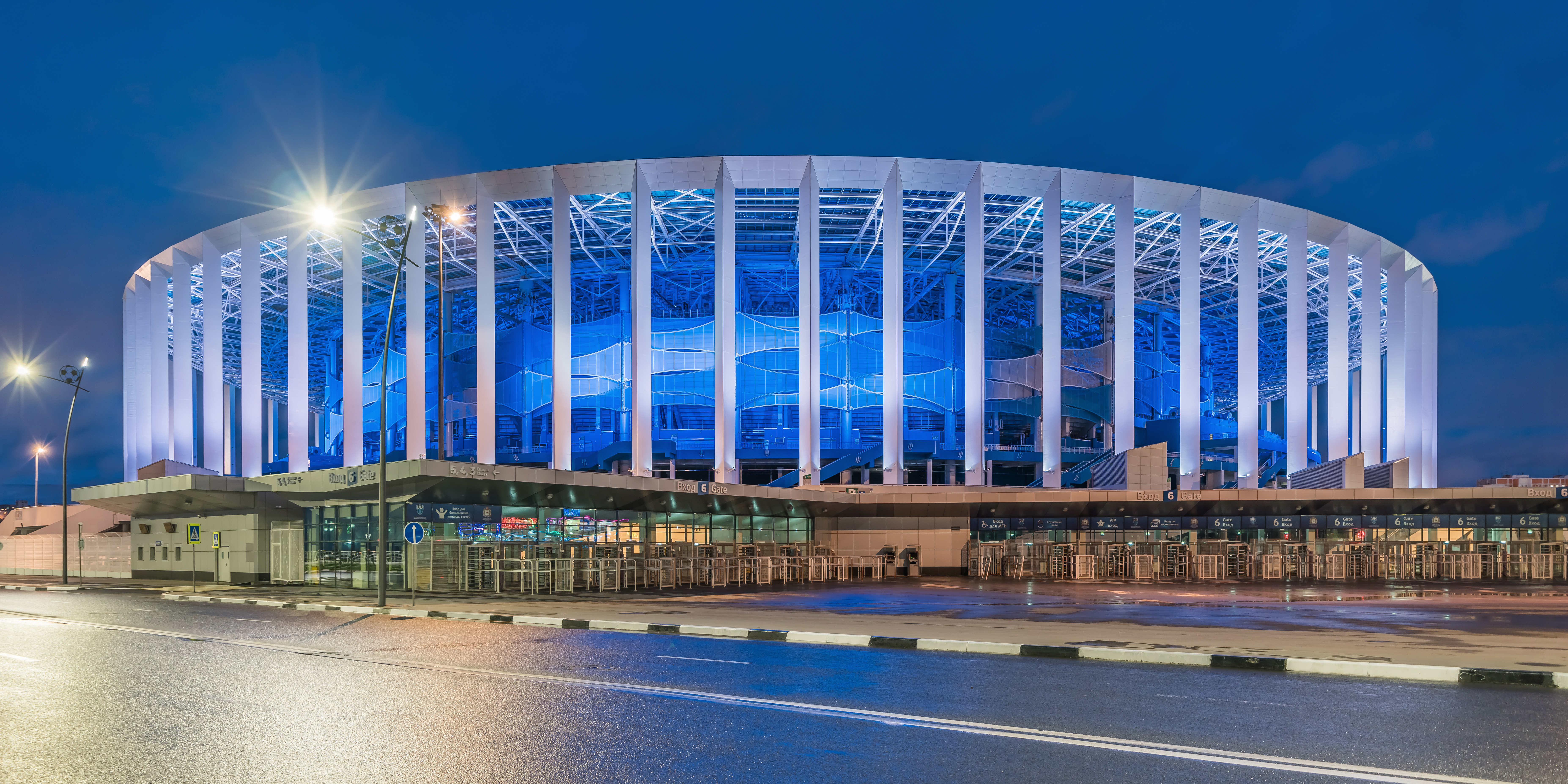
Stade de Nijni Novgorod.

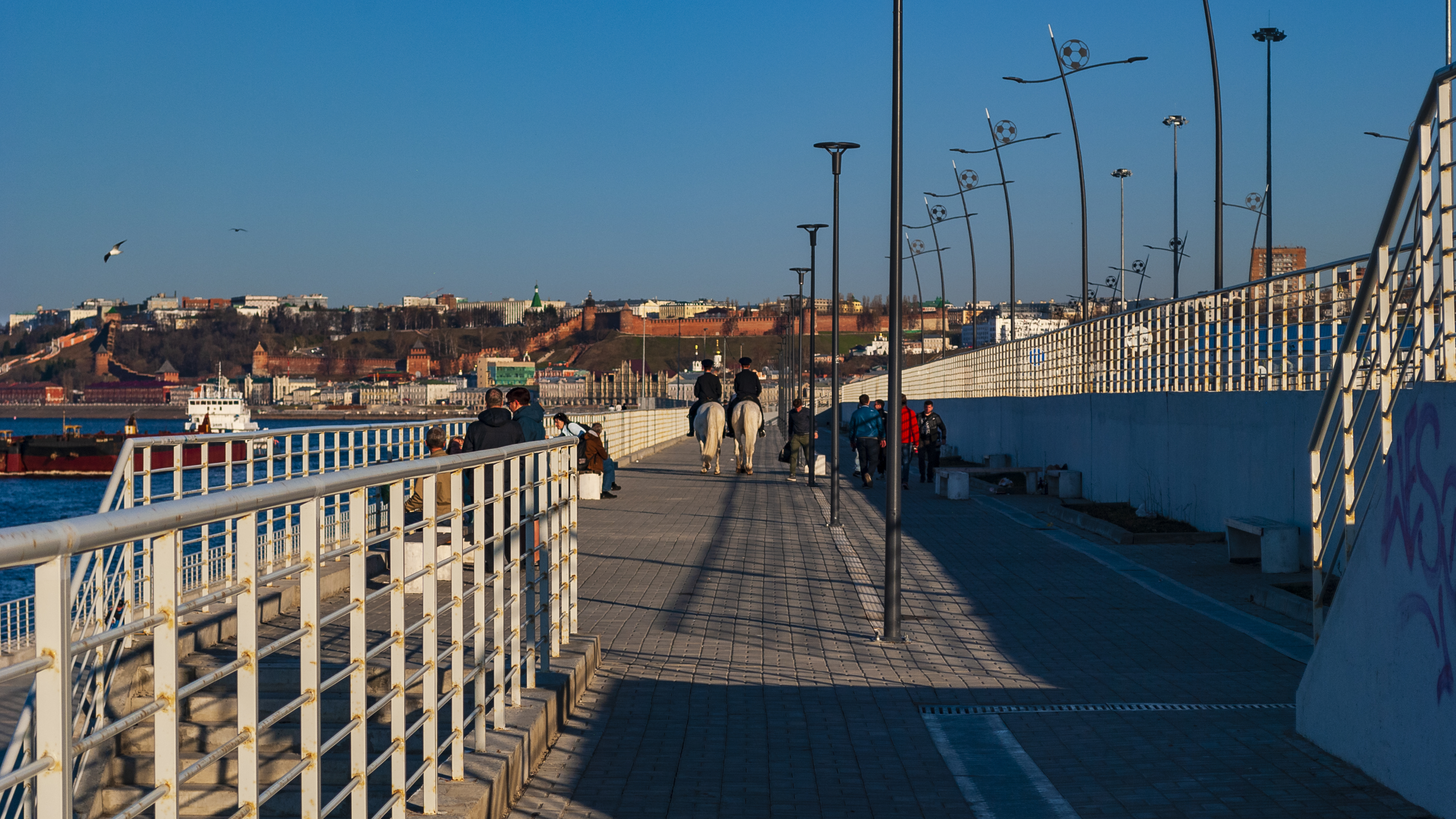
Quai de la Volga près du stade de Nijni Novgorod.

- Parc de la Culture du 1er mai, rue de la Révolution d'Octobre, 31. Ouvert en 1894 en préparation de l'ouverture de l'exposition panrusse de 1896. Il comportait le pavillon impérial, l'orangerie de D.M. Bourmistrov, la maison de commerce Prokofiev, la librairie Sytine, etc. Il fait aujourd'hui 13,5 hectares avec des attractions, un café, des aires de jeu, un étang artificiel, etc.
- Parc Beriozovaïa Rochtcha.
- Zone de plage du lac de Sortirovotchni (Soldatski).
- Zone de plage du lac Mechtcherskoïe.
- Zone de plage du lac et de la source de la Levinka.
- Zone de plage du lac Vtortchermet.
- Square Mère et Enfants («Мать и дитя»).
- Square du 65e anniversaire de la Victoire.

L'endroit possède onze bibliothèques et plusieurs installations sportives dont le stade de Nijni Novgorod (rue Bétancourt, 1a) est la plus importante, suivi du stade Lokomotiv, du stade Metallist. Il y a plusieurs complexes sportifs et centres de fitness, etc.

## Architecture

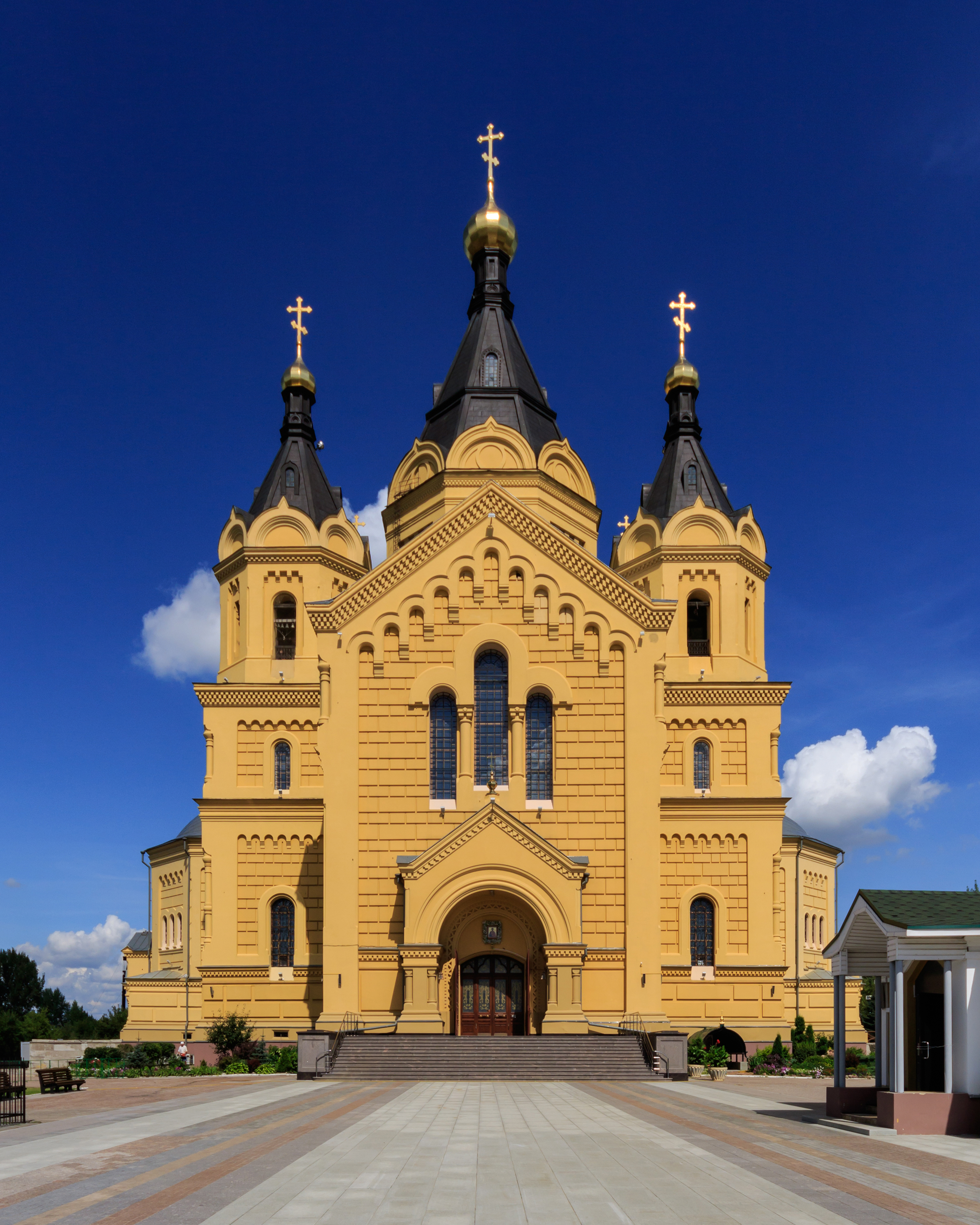
Cathédrale Saint-Alexandre-Nevski de Nijni Novgorod.

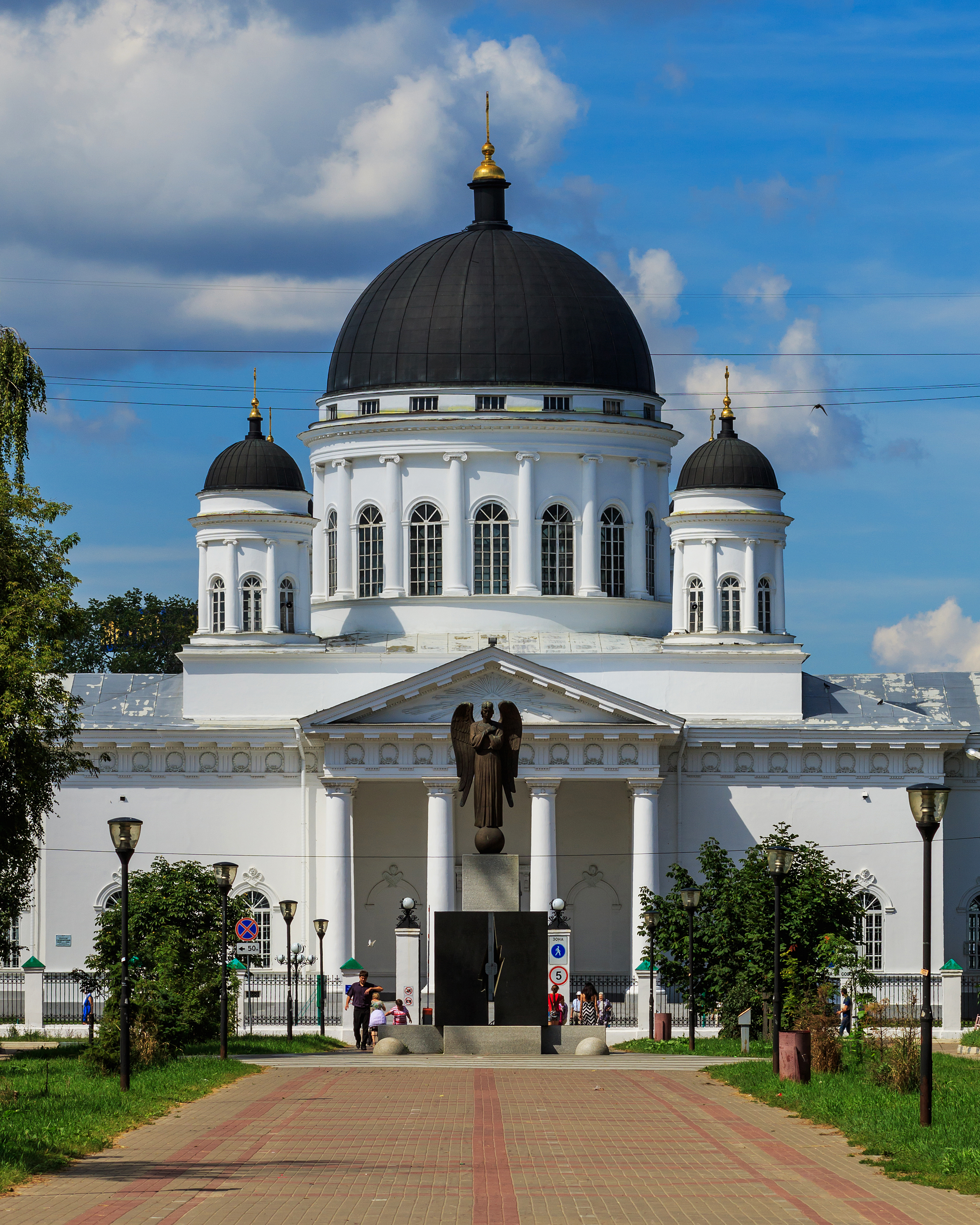
Cathédrale du Sauveur.

### Culte
La religion orthodoxe est prédominante. Plusieurs églises sont présentes dans l'arrondissement, dont l'une des plus importantes de la ville, la cathédrale diocésaine Saint-Alexandre-Nevski (1868-1881), la troisième église la plus importante de Russie. La cathédrale du Sauveur (1818-1822, construite par Augustin Bétancourt, remaniée par Auguste de Montferrand) était jusqu'en 2009 la cathédrale diocésaine de l'éparchie de Nijni Novgorod. L'église de la Croix a été construite dans les années 2000. L'église Notre-Dame-de-Smolensk date de 1698. L'église de la Transfiguration-du-Sauveur date de 1835.

### Patrimoine civil
Sont protégés au niveau fédéral : 

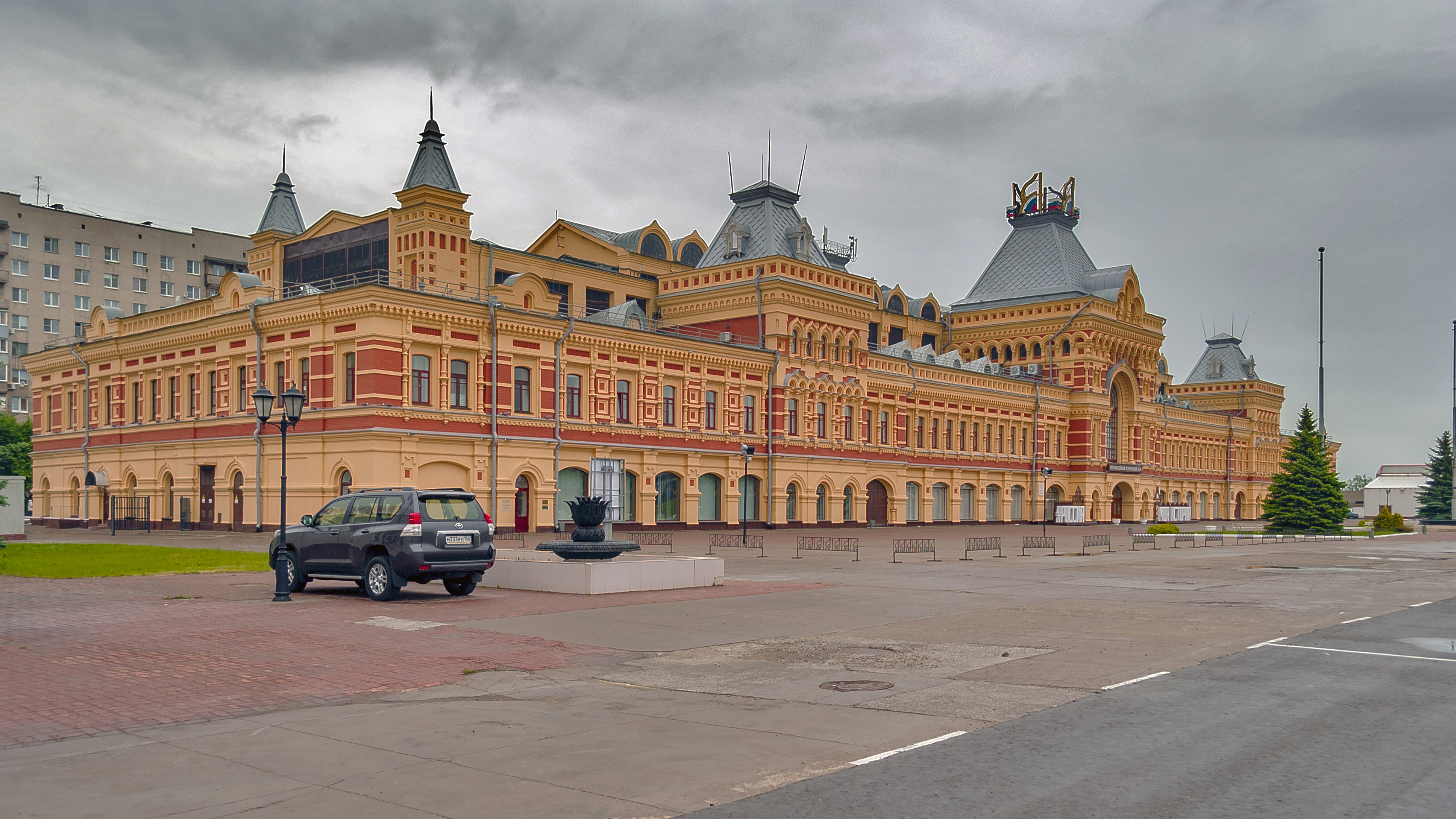
Maison principale de la foire de Nijni Novgorod.

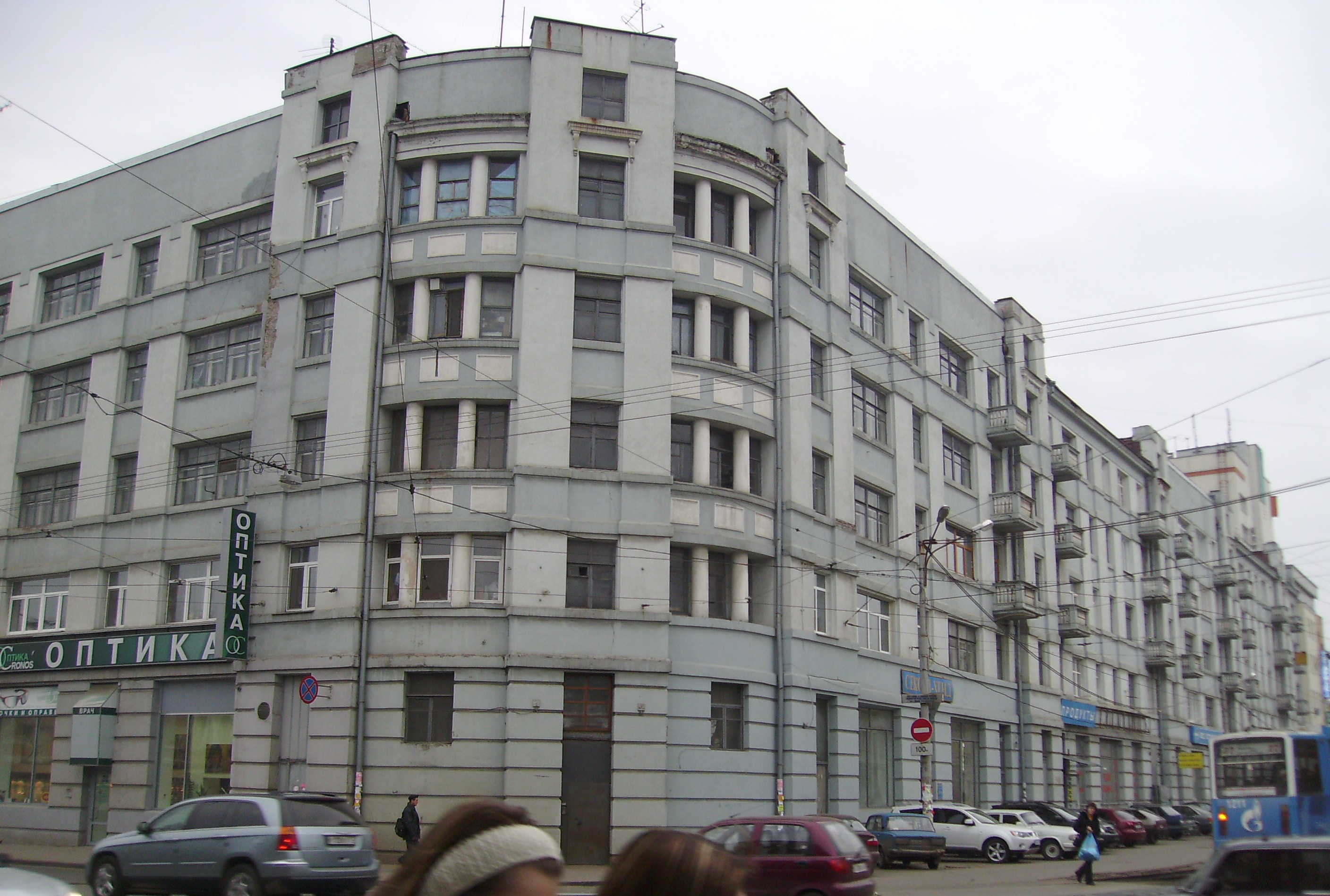
Immeuble post-constructiviste construit par Mitchourine.

- Maison principale de la foire de Nijni Novgorod (1890, construite par Alexandre von Hohen)
- Bâtiment commercial de la foire de Nijni Novgorod (fin du XIXe siècle), boulevard de la Paix, 16.
- Bâtiment commercial de la foire de Nijni Novgorod (architecte N. Ivanov, 1888—1890, 1911—1912), rue de la Manufacture, 14.
- Bâtiment commercial de la foire de Nijni Novgorod (architecte N. Ivanov, fin du XIXe siècle), rue de la Manufacture, 16.
- Hôtel de la Foire Ermolaïev (1896), rue Strelka, 1.
- Hôtel de la Foire, Nikitine (années 1880), rue Strelka, 13.
- Station de pompiers (1895), rue Strelka, 19.
- Station d'eau de la Foire (début du XXe siècle), rue Strelka, 21.
- Territoire de l'Exposition panrusse de 1896, rue de la Révolution d'Octobre, parc du 1er-Mai.
- Pavillon d'exposition « église-école » de l'Exposition panrusse de 1896, rue Klimovskaïa, 84.
- Hospice Khodalev (avec chapelle, 1901-1902, architecte O. Boukhovski), rue de la Révolution d'Octobre, 25.
- Maison Tchesnokov où demeura en 1877-1881 Aliocha Pechkov (А. М. Gorki), rue Aliocha Pechkov, 44.
- École de la sloboda de Kanavino (fin du XVIIIe début du XIXe siècle), où étudia en 1877—1879 Aliocha Pechkov (А. М. Gorki), rue Communiste, 27.
- Ancienne clinique Babouchkine, rue Dolgopolov, 49/44.
- Ancienne école Bachkirov (début du XXe siècle, architecte P.P. Malinovski), rue Priokskaïa, 6.
- Gare de Nijni Novgorod-Moscou (où débuta dans l'ancienne gare la révolution de 1905 à Nijni Novgorod), place de la Révolution
- Maison Kouznetsov (1879, rémanagée au début du XXe siècle), rue Révolutionnaire, 20, planétarium.
- Immeuble de rapport (2e moitié du XIXe siècle), rue Soviétique, 9.
- Immeuble de rapport du conseiller de commerce, marchand de la 1re guilde, Heinrich Dürschmidt (fin du XIXe siècle), rue Soviétique, 16.
- Immeuble de rapport Bougrov (années 1890, architecte K, rue Soviétique, 20.
- Hôtel particulier et dépendances (fin du XIXe siècle), rue Aliocha Pechkov, 23.
- Immeuble de rapport (2e moitié du XIXe siècle), rue Filtchenkov, 12.
- Immeuble de rapport (milieu du XIXe siècle), rue Lounatcharski, 23.
- Maison d'habitation (début du XXe siècle), rue Marat, 23/2.
- Immeuble de rapport du marchand Terebiline (1909), rue Gordeïevskaïa, 2.
- Hôtel particulier des Terebiline (2e moitié du XIXe siècle), rue Gordeïevskaïa, 61.
- Ancienne minoterie Bachkirov, différents bâtiments industriels (2e moitié du XIXe siècle), rue Internationale, 94, 96.
- Gare de Kanavino (début du XXe siècle), chaussée de Moscou, 4.
- Gare Rodina (architecte A. Yakovlev, 1937), rue de la Révolution d'Octobre, 23.
- Ancien commissariat de la police (milice) (1955, architecte L. Nifontov), rue Sovnarkomovskaïa, 21.
- Palais de la Culture Lénine (1928, architectes E. Mitchourine, S. Novikov, V Tchistov, А. Poltanov), rue de la Révolution d'Octobre, 33.
- Immeuble d'habitation en style post-constructiviste (architecte E. Mitchourine), rue Soviétique, 19/2.
- Maison communautaire des cheminots (1920-1934), place de la Révolution, 4.
- Fontaine de fonte (années 1840), place Lénine.
- Fontaine de fonte (années 1840), rue de la Révolution d'Octobre.